# Mariska Hargitay
Mariska Magdolna Hargitay (Los Angeles, Californië, 23 januari 1964) is een Amerikaans actrice. Ze maakte in 1985 haar film- en acteerdebuut in de komische horrorfilm Ghoulies. Sinds 1999 speelt ze de rol van Olivia Benson in de televisieserie Law & Order: Special Victims Unit.
Hargitay speelde ook in de series Falcon Crest, Tequila and Bonetti, Seinfeld, Can't Hurry Love en ER.

## Privéleven
Hargitay is het vierde van vijf kinderen van Jayne Mansfield, een actrice en sekssymbool in de jaren vijftig en zestig. Mansfield overleed door een auto-ongeluk toen Hargitay drie jaar oud was, Hargitay en haar broers zaten in dezelfde auto maar overleefden het ongeluk. Mariska's vader was de Hongaarse acteur en bodybuilder Miklós 'Mickey' Hargitay, maar Hargitay zou later onthullen dat Nelson Sardelli haar biologische vader was.
Op 28 augustus 2004 trouwde ze met acteur en auteur Peter Hermann, die geregeld een gastrol had in Special Victims Unit. In 2006 kreeg het echtpaar een zoon. Ook adopteerde het paar twee kinderen. Gedurende de laatste maanden van de zwangerschap nam Hargitay zwangerschapsverlof en werd ze in SVU tijdelijk vervangen door Connie Nielsen.

## Filmografie
Dit overzicht is mogelijk incompleet; u kunt helpen door het uit te breiden.

### Televisie
- 1999- : Law & Order: Special Victims Unit
- 2021-2023: Law & Order: Organized Crime
- 2000-2022: Law & Order
- 2019: Saturday Night Live, te gast
- 2017: Nightcap, als zichzelf
- 2014-2017: Chicago P.D. (3 afleveringen)
- 2015: Chicago Fire (2 afleveringen)
- 2005: Law & Order: Trial by Jury
- 1997-2000: Prince Street, als Nina Echeverria
- 1997-1998: ER, als Cynthia Hooper
- 1997: Cracker, als Penny Hatfield
- 1996: The Lazerus Man, als Sara Henderson-Dawson
- 1996: The Single Guy, als Kate Conklin
- 1996: Ellen, als Dara
- 1995-1996: Can’t Hurry Love, als Didi Edelstein
- 1995: All-American Girl, als Jane
- 1993: Seinfeld, als Melissa
- 1993: Key West, als Laural
- 1992: Tequila and Bonetti, als Officier Angela Garcia
- 1992: Grapevine, als Katie
- 1992: FBI: The Untold Stories, als agent Michele Evans
- 1991: The New Adam-12, als Michelle Brown
- 1990: Gabriel’s Fire, als Carmen
- 1990: Booker, als Michelle Larkin
- 1990: Thirtysomething, als Courtney Dunn
- 1990: Wiseguy, als Debbie Vitale
- 1989: Baywatch, als Lisa Peters
- 1988: Falcon Crest, als Carly Fixx
- 1988: Freddy's Nightmares, als Marsha
- 1988: In the Heat of the Night, als Audine Higgs
- 1986-1987: Downtown, als Jesse Smith

### Films
- 2021: Grace Gaustad BLKBX (korte film), als dr. Hart
- 2010: F—K (korte film), als Mariska
- 2004: Plain Truth, als Ellie Harrison
- 2001: Perfume, als zichzelf
- 1999: Lake Placid, als Myra Okubo
- 1999: Love American Style, als Wendy
- 1997: The Advocate's Devil, als Rendi
- 1997: Night Sins, als Paige Price
- 1995: Leaving Las Vegas, (bijrol)
- 1994: Gambler V: Playing for Keeps, als Etta Place

### Voice-overs
- 2006: Tales from Earthsea
- True Crime: New York City, stem van Deena Dixon

### Documentaire
In 2025 bracht Hargitay de documentaire My Mom Jayne uit. In de documentaire staat haar moeder Jayne Mansfield centraal. De documentaire ging in premiere op 17 mei 2025 op het Filmfestival van Cannes.

## Prijzen en nominaties
In 2005 won Hargitay een Golden Globe voor haar rol als Olivia Benson in Law & Order: SVU. Van 2004 tot en met 2011 werd ze voor diezelfde rol genomineerd voor een Emmy Award, maar alleen in 2005 won ze die ook.
In 2013 kreeg ze een ster op de Hollywood Walk of Fame.

## Trivia
- Door een auto-ongeluk heeft ze een zigzaglitteken aan één kant van haar hoofd.
- Ze spreekt Engels, Hongaars, Frans, Spaans en Italiaans.
- Ze is de oprichter/voorzitter van de Joyful Heart Association, die ondersteuning biedt aan slachtoffers van seksueel geweld, huiselijk geweld en kindermishandeling.
- Ze is erebestuurslid/directeur van de Multiple Myeloma Research Foundation. Haar vader Mickey Hargitay overleed in september 2006 aan deze ziekte.
- Ze heeft twee broers, drie halfzussen en een halfbroer.
- Haar naam wordt gebruikt als Indiase groet in de film The Love Guru.